# Anfitea (sposa di Autolico)
Anfitea (in greco antico: Ἀμφιθέα?, Amphithèā) è un personaggio della mitologia greca, era il nome della nonna materna di Ulisse.

## Mitologia
Anfitea, una volta divenuta donna, ebbe come sposo Autolico, il figlio di Ermes, e dalla loro unione nacque Anticlea, che a sua volta sposò Laerte, il re di Itaca, e rimase incinta di Ulisse, l'eroe greco che prima partecipò alla guerra di Troia e poi fu protagonista delle avventure chiamate Odissea.